# Toru (fleuve)
Le Toru (Sungai Toru ou Batang Toru en indonésien) est un fleuve de la province de Sumatra du Nord, sur l'île de Sumatra, en Indonésie,.

## Géographie
Le Toru coule dans le nord de l'île de Sumatra. Il naît de la confluence de l'aek Sigeaon et de l'aek Situmandi au sud de la ville de Tarutung (Tapanuli du Nord). Il court vers le sud-est, traverse la frontière avec le Tapanuli du Sud, avant de bifurquer vers le sud-ouest. Il se jette dans la mer sur la côte ouest de Sumatra, face à la petite île d'Ilir. À cet endroit il matérialise la frontière entre le kecamatan de Muara Batang Toru (kabupaten de Tapanuli du Sud), sur sa rive droite, et le kecamatan de Muara Batang Gadis (kabupaten de Mandailing Natal), sur sa rive gauche.
Il coule sous un climat de forêt tropicale humide (Af dans la classification de Köppen). La température moyenne annuelle dans la région est de 24 °C. Le mois le plus chaud est février, lorsque la température moyenne est d'environ 26 °C, et le plus froid est mai, à 22 °C. La pluviométrie annuelle moyenne est de 3379 mm. Le mois le plus humide est novembre, avec une moyenne de 520 mm de pluie, et le plus sec est juillet, avec 156 mm de pluie.

## Aménagements et écologie
Le fleuve Toru coule au cœur de la zone où vit l'orang-outan de Tapanuli.
Une centrale hydroélectrique est en travaux sur ce fleuve.